# Whitfield (contea di Manatee, Florida)
Whitfield è un census-designated place (CDP) degli Stati Uniti d'America, situato in Florida, nella contea di Manatee.